# 赤松正雄
赤松 正雄（あかまつ まさお、1945年11月26日 - ）は、日本の政治家。
衆議院議員（6期）、公明党副書記長、新進党常任幹事、公明党外交安全保障調査会長、憲法調査会座長、公明党中央幹事、厚生労働副大臣などを歴任した。

## 経歴
- 1945年11月26日 - 兵庫県姫路市に生まれる。
- 兵庫県立長田高等学校、慶應義塾大学法学部政治学科卒業。
- 1969年 - 公明新聞に勤務。記者を経て、機関誌「公明」副編集長を務める。
- 1987年 - 公明党衆議院議員・市川雄一の秘書となる。
- 1993年7月 - 第40回衆議院議員総選挙兵庫県第4区で公明党から初当選。同年、党副書記長・党政審副会長に就任する。
- 1994年12月 - 公明党の分裂に伴い、赤松や恩師の市川ら衆議院議員は公明新党に参加。5日後、公明新党は新進党に合流する。
- 1995年 - 新進党常任幹事・広報企画委員長・副幹事長に就任する。
- 1996年 - 第41回衆議院議員総選挙比例近畿ブロック（以降選挙区同じ）において新進党公認で当選する。
- 1998年
  - 1月 - 新党平和副幹事長に就任する。
  - 11月 - 再結党した公明党の副幹事長に就任する。
- 1999年 - 公明党兵庫県本部代表に就任する。
- 2000年 - 第42回衆議院議員総選挙において公明党公認で当選。同年、党中央幹事・党政務調査会に副会長する。
- 2003年 - 第43回衆議院議員総選挙において公明党公認で当選。
- 2005年
  - 9月 - 第44回衆議院議員総選挙において公明党公認で当選。
  - 11月 - 第3次小泉改造内閣で厚生労働副大臣に起用される。
- 2009年8月 - 第45回衆議院議員総選挙では、みんなの党[1]や民主党[2]の比例名簿登載者不足による棚ぼた当選となった。同年、公明党政調副会長に就任する。
- 2010年 - 公明党市民活動委員長に就任する。
- 2012年8月 - 同年12月の第46回衆議院議員総選挙に出馬せず引退することを表明する。同ブロックの後任候補は濱村進。

## 人物
- 外交･安全保障分野に精通しており、公明党議員の中では高木陽介と並んで保守的志向が強いと目された。
- メルマガで連載している「新幹線車中読書録」が評判を呼び、2001年に『忙中本あり 新幹線車中読書録』（論創社）として出版された。

## 役職歴
- 内閣
  - 厚生労働副大臣
- 衆議院
  - 予算委員会理事
- 公明党
  - 関西方面副議長
  - 兵庫県本部代表
  - 政務調査会副会長
  - 憲法調査会座長
  - 外交安全保障調査会長
  - 肝炎対策プロジェクトチーム座長

## 関係団体
- 一般社団法人　安全保障研究会理事
- 一般財団法人　日本熊森協会顧問
- 公益財団法人　奥山保全トラスト理事
- 一般社団法人　AKR共栄会顧問
- 日本カイロプラクターズ協会名誉会長

## 著書
- 『忙中本あり 新幹線車中読書録』（論創社、2001年） ISBN 978-4846002596